# Drieling (schip)

Een Westlands praampje op weg naar de veiling. Soms aangeduid als 'drieling'.

Een scheepje, schuitje of schouwtje wordt ook wel eens aangeduid als 'drieling' wanneer de maatvoering van dat scheepje, schuitje of schouwtje ongeveer driekwart is van het gelijkende, maar grotere scheepstype. Het betekent tevens dat de naam 'drieling' niet verwijst naar een eenduidig gedefinieerd scheepstype.
ln zijn meest oorspronkelijke vorm was een 'drieling' een klein houten schuitje gebouwd met drie zg. 'gangen'. Een brede gang als bodemplaat of vlak en een gang links en rechts als buitenwand of scheepshuid.
in zijn dissertatie Verdwenen schepen heeft G.J. Schutten een vijftal 'drielingen' beschreven.
1. De Veenendaalse drieplank: een eenvoudig schouwachtig vaartuig.
2. Drieplank Biesbosch: een boerenschouwachtig vaartuig.
3. Volendamse drieling: een botter die wat kleiner was dan de kwak.
4. Hazerswoudse drieling: een boerenschouwachtige tuindersboot.
5. Aalsmeerse drieling: een baggerboot die wat kleiner was dan de bok.

in zijn historisch onderzoek naar de oorsprong van de Westlandse schuit Scheepmakers, Schippers en Schuiten heeft A. van Zeijl ook een 'drieling' beschreven. In het Westland, provincie Zuid-Holland, wordt de naam 'drieling' ook wel gebruikt voor het Westlandse praampje. Deze Westlandse praampjes zijn altijd kleiner dan acht ton. Zij werden gebruikt voor het transport van groente en fruit van de tuin naar de veiling. In het Westland voer ook een Westlandse praam van maximaal twaalf ton. Deze schuit werd gebruikt voor het transport van mest, kolen en andere grondstoffen. In relatie tot de Westlandse praam van twaalf ton kan het Westlandse praampje van acht ton inderdaad worden beschouwd als een 'drieling'.
Het Westlandse praampje werd op spierkracht voortbewogen door jagen, wegen of bomen. Vanaf 1953 werd het Westlandse praampje uitgerust met een dieselmotortje. Veelal een Samofa of Lister van acht pk. Het vaartuig heeft geen roefje en alleen een boeisel bij de klapmutsen. Het Westlandse praampje is nooit uitgerust geweest met een zeiltuig. Er zijn er nog enkele exemplaren - mogelijk enkele tientallen - in bezit van particulieren.

## Bron
1. ↑  Schutten,, G. J. (2004). Verdwenen schepen.. Walburg pers. Zutphen, p. 463 en p. 476. ISBN 90-5730-298-5.
2. ↑  Zeijl, van, Aad (15 mei 2022). Scheepmakers, Schippers en Schuiten. LVBHB, p. 67 en p.75. ISBN 9789082295870.